# Torstein Stenersen
Torstein Stenersen (* 16. Oktober 1988) ist ein ehemaliger schwedischer und zuvor norwegischer Biathlet.

## Karriere

### Anfänge (2007–2015)
Torstein Stenersen bestritt seit 2007 internationale Rennen, zunächst bei den Junioren im Europacup. 2012 folgten die ersten Rennen bei den Männern im IBU-Cup. Mit dem 23. Platz im Sprint von Ridnaun gewann er schon im ersten Rennen Punkte, im darauf basierenden Verfolgungsrennen schaffte er mit Rang elf eine weitere sehr gute Platzierung. 2015 kam Stenersen nach seinem Wechsel vom norwegischen zum schwedischen Verband und mehreren Einsätzen für Schweden im IBU-Cup zu seinen ersten Einsätzen im Biathlon-Weltcup. Dabei profitierte er von einem schwedischen Team im Umbruch, nachdem zum Ende der Vorsaison die langjährigen Stützen Björn Ferry und Carl Johan Bergman zurückgetreten waren und viele der bislang eingesetzten Biathleten nicht die gewünschte Leistung zeigen konnten. Stenersen wurde in Antholz 94. des Sprintrennens und mit Ted Armgren, Fredrik Lindström und Gabriel Stegmayr 13. des Staffelrennens. Erste internationale Meisterschaften wurden die Biathlon-Europameisterschaften 2015 in Otepää, wo er im Einzel 60., im Sprint 43. und im Verfolgungsrennen 51. wurde. Mit Stegmayr, Simon Hallström und Niklas Forsberg wurde er zudem Zehnter mit der schwedischen Staffel. Danach erreichte er mit Rang 42 beim Weltcup-Sprint am Holmenkollen in Oslo seine beste Platzierung im Weltcup und verpasste dabei die Punkteränge nur um zwei Plätze.

### Jahre im Weltcup (2015–2020)
Zu Beginn der neuen Saison startete Stenersen wieder im IBU-Cup und erreichte mit einem neunten Platz im Sprint in Ridnaun erneut seine beste Platzierung im IBU-Cup. Nach dem Jahreswechsel startete er 2016 wieder bei Einzelrennen im Weltcup. Zunächst verfehlte er mit einem 42. Platz in der Verfolgung in Ruhpolding erneut knapp einen Platz in den Punkterängen. In der zweiten Wettkampfwoche in Ruhpolding kam Stenersen mit einem Fehler im Einzel und dem daraus resultierend siebten Platz erstmals unter die ersten 10 Athleten im Weltcup und erhielt seine ersten Weltcuppunkte. Aufgrund seiner guten Platzierung qualifizierte er sich auch für den Massenstart, welchen er als 22. beendete. Bei den restlichen Einzelrennen der Saison konnte er nicht an seine Leistung aus dem Einzelrennen anknüpfen. Mit Ingela Andersson wurde er in Canmore neunter im Single-Mixed-Wettbewerb und bei den Biathlon-Weltmeisterschaften 2016 in Oslo siebter mit der schwedischen Herrenstaffel. In der Gesamtwertung der Saison erreichte er den 59. Platz und in der Disziplinenwertung des Einzelrennen den 29. Platz.
Die Saison 2016/17 begann Stenersen beim Weltcupauftakt im heimischen Östersund. Er startete erneut im Single-Mixed-Wettbewerb und wurde zusammen mit Linn Persson vierter. Auch die restliche Saison startete er im Weltcup, konnte aber nur einmal mit einem 37. Platz bei den Weltmeisterschaften im Einzel eine Platzierung in den Punkterängen erreichen.
In der folgenden Saison ging er wieder sowohl im IBU-Cup als auch im Weltcup an den Start. Im Weltcup konnte er nur in seinem ersten Rennen in Östersund mit einem 36. Platz Punkte gewinnen. Im IBU-Cup erreichte er mehrfach Platzierungen unter den besten 30 Athleten.
Die Saison 2018/19 begann Stenersen mit zwei Top-Ten-Platzierungen im IBU-Cup in Idre. Anschließend startete er beim Weltcup in Hochfilzen. Nachdem er sich mit einem 62. Platz im Sprint nicht für die Verfolgung qualifizieren konnte, gewann er zusammen mit Peppe Femling, Martin Ponsiluoma und Sebastian Samuelsson das Staffelrennen. In der Saison 2019/20 war ein 43. Rang im Sprint von Annecy sein bestes Einzelergebnis. Sein letztes Rennen in der Saison war der Sprint von Nové Město, in dem er 93. wurde. Für die Saison 2020/21 wurde er nicht mehr für den schwedischen A-Kader nominiert. Überhaupt lief Stenersen in dieser Saison nicht viele Rennen auf internationaler Ebene. Nach einem 15. Rang im IBU-Cup von Obertilliach wurde er in Antholz zum letzten Mal im Weltcup eingesetzt, mit acht Schießfehlern wurde er im Einzel 95. Auch bei den Europameisterschaften lief er noch die Einzelrennen und erreichte die Ränge 69, 28 und 23. Am Folgetag schloss der Schwede zusammen mit Ingela Andersson die Single-Mixed-Staffel auf dem siebten Platz ab, seitdem nahm er an keinem internationalen Wettkampf mehr teil. Nachdem Stenersen auch in der Saison 2021/22 keine Wettbewerbe in Welt- oder IBU-Cup absolviert hatte, beendete er nach den Schwedischen Meisterschaften im März 2022 seine Karriere.

## Statistiken

### Weltcupsiege
| Nr. | Datum         | Ort        | Disziplin            |
| --- | ------------- | ---------- | -------------------- |
| 1.  | 16. Dez. 2018 | Hochfilzen | Staffel (4×7,5 km) 1 |

### Biathlon-Weltcup-Platzierungen
Die Tabelle zeigt alle Platzierungen (je nach Austragungsjahr einschließlich Olympische Spiele und Weltmeisterschaften).
- 1.–3. Platz: Anzahl der Podiumsplatzierungen
- Top 10: Anzahl der Platzierungen unter den ersten zehn (einschließlich Podium)
- Punkteränge: Anzahl der Platzierungen innerhalb der Punkteränge (einschließlich Podium und Top 10)
- Starts: Anzahl gelaufener Rennen in der jeweiligen Disziplin

| Platzierung         | Einzel | Sprint | Verfolgung | Massenstart | Staffel | Gesamt |
| ------------------- | ------ | ------ | ---------- | ----------- | ------- | ------ |
| 1. Platz            |        |        |            |             | 1       | 1      |
| 2. Platz            |        |        |            |             |         |        |
| 3. Platz            |        |        |            |             |         |        |
| Top 10              | 1      |        |            |             | 13      | 14     |
| Punkteränge         | 3      | 1      | 3          | 1           | 19      | 27     |
| Starts              | 9      | 28     | 6          | 1           | 20      | 64     |
| Stand: Karriereende |        |        |            |             |         |        |

### Biathlon-Weltmeisterschaften
| Weltmeisterschaft | Weltmeisterschaft | Einzelwettbewerbe | Einzelwettbewerbe | Einzelwettbewerbe | Einzelwettbewerbe | Staffelwettbewerbe | Staffelwettbewerbe |
| Jahr              | Ort               | Einzel            | Sprint            | Verfolgung        | Massenstart       | Herrenstaffel      | Mixedstaffel       |
| ----------------- | ----------------- | ----------------- | ----------------- | ----------------- | ----------------- | ------------------ | ------------------ |
| 2016              | Oslo              | 66.               | 61.               | –                 | –                 | 7.                 | –                  |
| 2017              | Hochfilzen        | 37.               | 60.               | 46.               | –                 | 11.                | –                  |